# تلمبه زاهدی
تلمبه زاهدی یک منطقهٔ مسکونی در ایران است که در دهستان بنارویه واقع شده‌است. تلمبه زاهدی ۹ نفر جمعیت دارد.